# نيل ديفيدز
نيل ديفيدز (بالإنجليزية: Neil Davids)‏ (22 سبتمبر 1955 في المملكة المتحدة - 23 ديسمبر 2011 في المملكة المتحدة) هو لاعب كرة قدم بريطاني في مركز الدفاع. لعب مع ستوكبورت كونتي وسوانزي سيتي وليدز يونايتد ونادي نورثامبتون تاون ونورويتش سيتي وويغان أتلتيك.

## وصلات خارجية
- نيل ديفيدز على موقع قاعدة بيانات كرة القدم.إي يو (الإنجليزية)